# Bruchophagus luteobasis
Bruchophagus luteobasis är en stekelart som först beskrevs av Girault 1931.  Bruchophagus luteobasis ingår i släktet Bruchophagus och familjen kragglanssteklar. Inga underarter finns listade.